# Bruno Serato
Bruno Serato (Laon, 7 ottobre 1956) è un imprenditore e filantropo italiano con cittadinanza francese naturalizzato statunitense.
Noto principalmente per la sua attività filantropica a contrasto della povertà, che svolge mediante la sua fondazione Caterina's Club. L'associazione benefica, si occupa di fornire pasti ogni sera agli indigenti, in particolare bambini, in diverse città della California e del Messico.
Serato gestisce da oltre 30 anni il ristorante Anaheim White House, che periodicamente ospita galà di beneficenza; parzialmente distrutto nel 2017 a causa di un incendio, è stato ristrutturato e riaperto nell'aprile del 2018.

## Biografia
Bruno Serato nasce nel 1956 a Laon, in Francia, da genitori originari dell'Italia, emigrati per migliorare le proprie condizioni lavorative. Nel 1967 la famiglia rientra a San Bonifacio e Bruno si avvia alla carriera nel settore della ristorazione. A vent'anni parte per gli Stati Uniti, dove si stabilisce, ed inizia a lavorare come lavapiatti. Negli anni seguenti diventa cameriere e poi direttore del ristorante.
Nel 1987 apre il suo ristorante Anaheim White House, una steakhouse italiana nota per il cibo e per l'attività filantropica. Il locale ospita regolarmente eventi e raccolte fondi a scopo benefico organizzate dal Caterina's Club, tra le quali l'annuale KFI Radio Pastathon, con cui vengono raccolte decine di tonnellate di pasta e sugo per sfamare i bambini.
Il ristorante è stato inserito nella Hall of Fame dei Distinguished Restaurants of North America.

## IlCaterina's Club

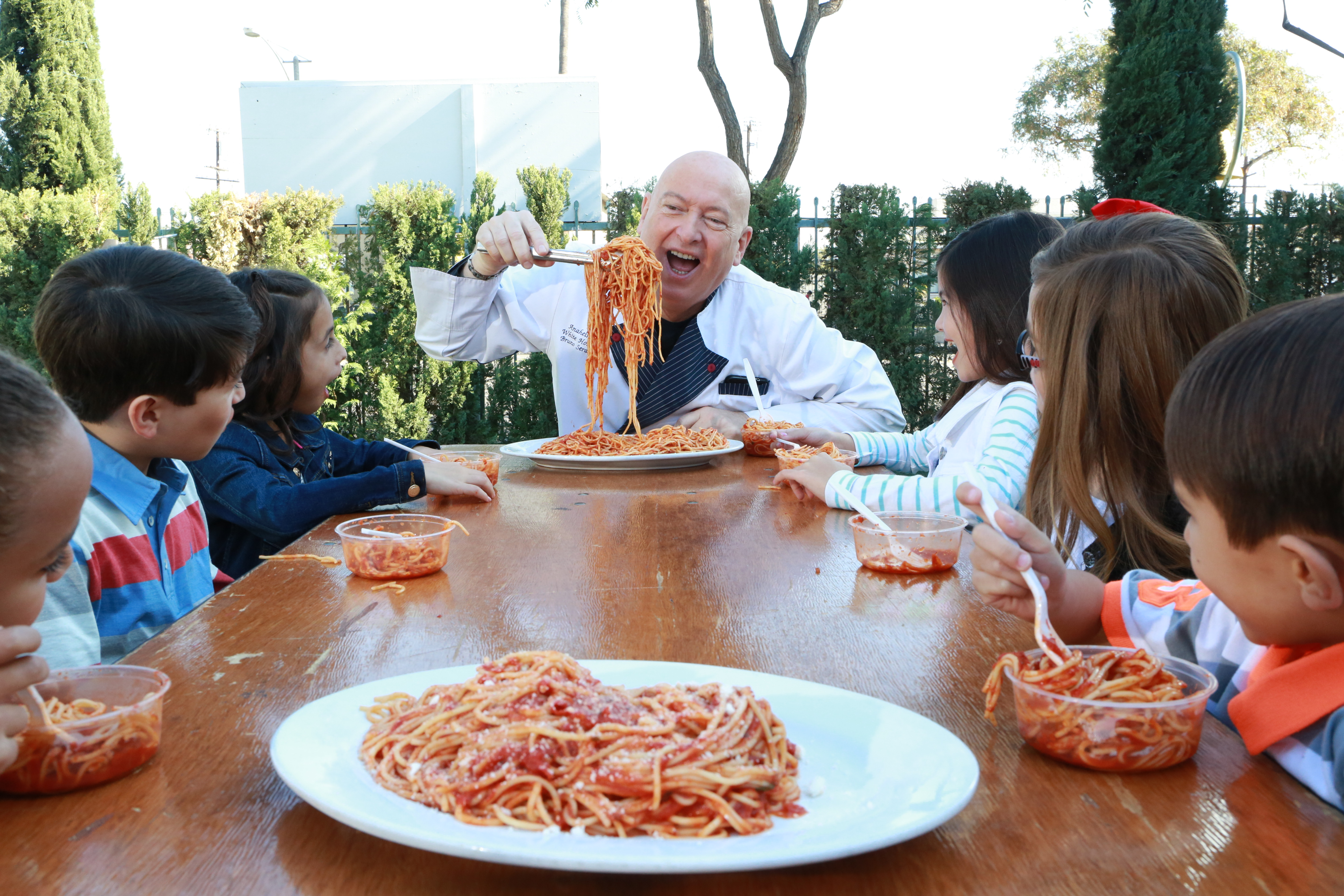
Bruno Serato mangia spaghetti con i Motel Kids

Nel 2005 Bruno Serato dà vita alla fondazione no-profit Caterina's Club. Serato racconta che l'idea gli viene a seguito di una visita fatta presso il Boys and Girls Club locale dove, appreso che un bambino non aveva altro per cena che un sacchetto di patatine, la madre Caterina gli suggerisce di tornare al ristorante e preparare dei piatti di pasta per i bambini del centro.
Da allora il Caterina's Club offre ogni giorno un pasto caldo a un gran numero di bambini in oltre 40 località in tutta la contea di Orange. Col tempo, l'attività della fondazione si è estesa oltre la California meridionale, avviando progetti similari a Chicago, New York, in Texas, Messico, Italia ed Etiopia.
Il Caterina's Club ha successivamente esteso la sua missione sociale con il progetto Motel Families, destinato ad anticipare alle famiglie meno abbienti il deposito cauzionale per l'affitto di un alloggio stabile, aiutandole così a spostarsi dai motel dove vivono.
Serato si occupa anche della Hospitality Academy, una scuola che insegna ai giovani svantaggiati come prepararsi per un lavoro nell'industria alberghiera, nata dalla collaborazione tra il Caterina’s Club e l'Università di Anaheim.

## Riconoscimenti
Per la sua attività filantropica, Serato ha ricevuto l'attenzione di alcuni fra i più influenti media a livello internazionale, fra cui People, CBS Evening News.
Nel 2011 la CNN lo include fra i primi 10 della sua annuale lista di eroi dell'anno..
Nel 2012 riceve dal Presidente della Repubblica Italiana il titolo di cavaliere.
Nel 2016, Serato tiene un discorso presso le Nazioni Unite durante un evento speciale..
Nel 2018 gli riceve la Ellis Medal of Honour.
Nel 2018 Riceve il Premio Trofeo Topolino per lo Spettacolo
Nel 2018 Riceve la Targa di Cittadino onorario di San Bonifacio

## Libri
- Temptation at the White House
- The Power of Pasta